# Aseni
Rodbina Asen ali Aseni (bolgarsko Асеневци, latinizirano: Asenevci, romunsko Asănești), je med letoma 1185 in 1280 ustanovila in vladala srednjeveški bolgarski državi, ki se v sodobnem zgodovinopisju imenuje Drugo bolgarsko cesarstvo.
Rodbina Asen se je dvignila kot voditelj Bolgarije po uporu proti Bizantinskemu cesarstvu na prelomu leta 1185/1186, ki ga je povzročilo povečanje cesarskih davkov.
Nekateri člani družine Asen so vstopili v bizantinsko službo v 13. do 14. stoletju. Ime se pojavlja tudi kot priimek v sodobni grščini in bi se lahko vrnilo k istemu imenu. Njihov izvor je nejasen.

## Izvor
Izvor rodbine, zlasti etnično poreklo treh bratov Asena (Teodor I. Peter IV. (romunsko Teodor I Petru IV), Ivan Asen I. (romunsko Ioan Asan I.) in Kalojan (romunsko Caloian)) je še vedno vir številnih polemik, o katerih razpravljajo zgodovinarji. O njihovem izvoru obstajajo tri glavne hipoteze:
1. Vlaško poreklo,[3][4][5][6][7] pogled, ki ga podpira večina sodobnih virov in učenjakov, ki svoje trditve utemeljujejo na kronikah zahodne križarske vojne in pismih med papežem Inocencem III. in Kalojanom.[8][9]
2. Kumanski izvor,[10][11][12] saj so nekatera imena v rodbini, vključno z Asen in Belgun, izpeljana iz kumanskega jezika, kot tudi tesne vezi s Kumani, kot je medsebojna poroka (vključno s Kalojanovo ženo),[13] neposredno spremstvo in zavezniki.[14] Skupine Kumanov so se med 10. in 13. stoletjem naselile in pomešale z lokalnim prebivalstvom v mnogih regijah Balkana in ustanovile tudi druge zaporedne bolgarske rodbine (Terterji in Šišmani).[15][16][17][18]
3. Bolgarsko poreklo, pogled, ki je pogost med bolgarskimi zgodovinarji, ki menijo, da vsi domači viri (iz 13. stoletja) uporabljajo pretežno izraze Bolgarija, Bolgari, slovanska imena, kot je Ivanko (sorodnik in morilec Ivana Asena I.),[19] Boril in Aleksej Slav, da je car Kalojan trdil, da izvira iz starih bolgarskih vladarjev, njegova država pa iz Prvega bolgarskega cesarstva[20] in se izjavlja bolgarski maščevalec, ki je po analogiji s cesarjem Bazilijem II. Bolgaromorilcem prevzel vzdevek Rimoubijalec in kaže okrutnost do Bizantincev kot maščevanje za umorjene in oslepljene Bolgare.[21]

V lastnih upravnih dokumentih in korespondenci so trije vladarji sebe videli kot potomce in naslednike bolgarskih carjev Samuela, Petra I. in Simeona I., državo, ki so jo ustanovili, pa kot nadaljevanje Prvega bolgarskega cesarstva. Vendar bi to lahko bil le način, da razglasijo svojo legitimnost za prestol cesarstva.
V korespondenci iz leta 1199 papež govori o Kalojanovem rimskem poreklu. Vendar glede na to, da dejansko besedilo pravi Nos autem audito quod de nobili urbis Romae prosapia progenitores tui originem traxerint ('Slišali smo, da vaši predniki prihajajo iz plemiške družine iz mesta Rim'), se običajno zavrne kot preprosto skrita pohvala papež Kalojanu.
Papež Inocenc III. ga je v pismu bolgarskemu kralju Kalojanu (Calojoannes) leta 1204 naslovil »kralj Bolgarov in Vlahov« (rex Bulgarorum et Blachorum); v odgovoru papežu se je Janez imenoval imperator omnium Bulgarorum et Blachorum ('cesar vseh Bolgarov in Vlahov'), podpisal pa se je kot imperator Bulgariae Calojoannes (»cesar Kalojan Bolgarski«); poleg tega se je velikotrnovski nadškof imenoval totius Bulgariae et Blaciae Primas ('Prvak vse Bolgarije in Vlaške').
Ivan Asen II. se imenuje »car in suveren Bolgarov« in »car Bolgarov in Grkov«.
Bolgarsko zgodovinopisje zanika, romunsko pa poudarja vlogo Vlahov v uporu. Znanstvena razprava pa odseva nacionalistično rivalstvo iz 19.–20. stoletja, ki ga v 12.–13. stoletju ni bilo. Vlahi in bolgarski Slovani so skupaj naselili Bolgarijo in obe skupini sta bili v trpljenju združeni proti skupni stvari pod vodstvom, ne glede na voditeljsko »raso«. Brata Asen sta bila povezana z vlaškim prebivalstvom goratih območij okoli Trnovega, Niketa Honiat je zabeležil vlaške šamane med uporom, a kljub njihovi etnični pripadnosti je bil to skupni podvig Bolgarov, Vlahov in Kumanov.

## Etimologija
Ime rodbine prihaja od enega od bratov, in sicer Asena I. Etimologija je najverjetneje kumanskoturškega izvora, izpeljana iz "esen", kar je pomenilo "varen, zdrav, zdrav", vzdevek Belgun pa je videti, da izhaja iz turk. "bilgün", kar je pomenilo "moder". Nadaljnjo podporo tej povezavi najdemo v listinah Velike lavre na Atosu s konca 12. stoletja, ki omenjajo težave samostana z nekaterimi kumanskimi stratioti, kjer je »Asen« naveden kot ime enega teh Kumanov.
Druga študija kaže, da je edino ime, ki je smiselno, änish ("izhod") in besedo lahko najdemo skoraj izključno v jezikih kipčaških Turkov.

## Bolgarski cesarji iz rodbine Asen
| Ivan Asen I. (Asen)             | 1187 - 1196 |
| Peter IV. Bolgarski (Teodor)    | 1186 - 1197 |
| Kalojan (Ioanica)               | 1197 - 1207 |
| Boril (Boril Kaliman)           | 1207 - 1218 |
| Ivan Asen II.                   | 1218 - 1241 |
| Kaliman I. Bolgarski (Koloman)  | 1241 - 1246 |
| Mihael II. Asen                 | 1246 - 1256 |
| Kaliman II. Bolgarski (Koloman) | 1256        |
| Mico Asen                       | 1256 - 1257 |
| Ivan Asen III.                  | 1279 - 1280 |

## Bizantinska veja
Bizantinski Aseni večinoma izvirajo iz Ivana Asena III., ki je kratek čas vladal kot bolgarski cesar, preden je pobegnil v Konstantinopel, ko je Ivajlova vstaja leta 1280 dobivala zagon. Ivan Asen III., despot pod Mihaelom VIII. Paleologom, je bil že poročen z najstarejšo hčerko bizantinskega cesarja Irene Paleologine. Pet sinov in dve hčerki para so bili predniki ene najbolj cenjenih bizantinskih plemiških družin svojega časa, skupaj s Paleologi. Med bizantinskimi Aseni so trije nosili naslov despotov, trije naziv sebastokrator, dva panhipersebastos, eden je bil megas doux in dva sta imela naziv megas primikerios. V grščini je moška oblika priimka prevedena kot Ἀσάνης (Asanis), ženska pa kot Ασανίνα (Asanina).
Manjša veja izvira iz bolgarske Elene Asenine, žene nikejskega cesarja Teodorja II. Laskarisa.
Bizantinski Aseni so se poročali z drugimi uglednimi plemiškimi rodbinami, vključno z družinami Kantakouzen, Dukas, Laskaris, Tornikios, Raoul in Zaccaria. Pomembni člani družine Asen v Bizantinskem cesarstvu so:
- Andronik Asen, morejski epitrop (1316–1322)
- Irene Asanina, cesarica soproga Ivana VI. Kantakuzena (1347–1354)
- Matej Asen Kantakuzen, socesar Bizantinskega cesarstva (1353–1357)
- Matthew Paleolog Asen, gospodar Korinta (1454–1458)

### Bizantinski Aseni drugje
Bizantinski Aseni so se razširili do frankovske Grčije, Kneževine Teodoro, Kneževine Moldavije, Neapeljskega kraljestva in Aragonskega kraljestva.
- Evdoksija Laskarina Asanina (1248–1311), nikejska princesa, grofica Ventimiglia in Tende ter nuna v Aragoniji
- Helena Asanina Kantakuzene, vdova grofica Salona (1380–1394)
- Andronikos Asen Zaccaria, princ Ahaje (pred 1386-1401)
- Tomaž Asen Paleolog, izgnanec v Neaplju in ktetor
- Maria Asanina Palaiologina, princesa soproga Moldavije (1472–1477)